# Warmteoverdracht
Warmteoverdracht, warmtetransport of warmtestroming is de flux (stroming) van energie in de vorm van warmte van locaties met een hogere temperatuur, naar locaties met een lagere temperatuur. Volgens de tweede wet van de thermodynamica is het tegenovergestelde (warmtestroom van lage naar hoge temperatuur) niet mogelijk. Warmte zal zich daarom altijd zo gelijk mogelijk over de ruimte verdelen. Anders gezegd streeft een thermodynamisch systeem naar zo groot mogelijke entropie. 
In veel industriële processen speelt warmteoverdracht een grote rol. Dit kan het opwarmen en afkoelen van een materie door een andere materie zijn. In de procesindustrie wordt bijvoorbeeld met behulp van warmtewisselaars van deze energiestroom gebruikgemaakt. Warmteoverdracht kan worden gemeten met een warmtestroomsensor.

## Vormen
Er zijn drie vormen van warmteoverdracht:
1. Geleiding (conductie). Dit is warmteoverdracht binnen de desbetreffende stof, waarbij warmte stroomt van deeltjes met de hogere kinetische energie (temperatuur) naar minder energierijke (koudere) deeltjes. De warmtestroom is afhankelijk van het temperatuursverschil over de afstand (de temperatuurgradiënt) en de interne weerstand tegen warmtestroom van het betreffende materiaal, die de thermische geleidbaarheid of warmtegeleidingscoëfficiënt genoemd wordt. Dit principe wordt uitgedrukt in de wet van Fourier.
2. Straling (radiatie). Dit is warmteoverdracht tussen twee lichamen, die niet met elkaar in aanraking zijn zonder gebruik te maken van een tussenstof. Het ene lichaam is warm en geeft daardoor veel elektromagnetische straling af en verliest zo warmte, en het andere lichaam absorbeert een deel van de binnenkomende straling en zet die om in warmte.
3. Stroming (convectie). Dit is warmteoverdracht door verplaatsing van een warme vloeistof of een warm gas, of van een koude vloeistof of een koud gas. Wanneer warmte door stroming wordt meegevoerd, kan de mate daarvan worden uitgedrukt met de warmteoverdrachtscoëfficiënt.

Een noodzakelijke voorwaarde voor het optreden van deze drie genoemde gevallen is het bestaan van een temperatuurverschil. Als dit aanwezig is, zal er warmte van een hoger niveau naar een plaats met een lager niveau kunnen worden overgedragen (de termen "warm" en "koud" hierboven zijn relatief). In de praktijk vindt warmteoverdracht meestal niet uitsluitend op een van de genoemde manieren plaats, maar door een combinatie van de drie.
In de natuur en de techniek komen tevens meer gecompliceerde vormen van warmte- en energietransport voor waarbij meerdere stappen in het overdrachtsproces doorlopen worden. In de waterkringloop wordt de warmte van de zonnestraling die in het zeewater opgeslagen is gebruikt om aan het zeeoppervlak water te verdampen. De waterdamp stroomt ten gevolge van de atmosferische circulatie naar een grotere hoogte of naar een andere plaats waar het condenseert. Daarbij komt de aan het zeeoppervlak opgenomen verdampingswarmte weer vrij zodat er water en warmte getransporteerd is. In dit geval verloopt het warmteoverdrachtsproces in de drie stappen van verdamping, stroming en condensatie. De werking van een stoomapparaat om behang te verwijderen is gebaseerd op hetzelfde principe: de gegenereerde stoom condenseert op het behang dat nat en heet wordt waardoor de lijm gemakkelijk los laat.

## Warmtegeleidingscoëfficiënt
In veel geleidingsprocessen stroomt de warmte van een warmere naar een koudere laag door een serie lagen (zoals een isolatielaag) heen. Deze lagen zijn gemaakt van verschillende materialen met verschillende diktes en eigenschappen. Lagen hoeven niet per definitie aangebrachte lagen zijn, het kan ook bijvoorbeeld een laag roet in een kachel zijn, of een laag kalk in een ketel. 
Bij berekening van thermische effecten is het van belang de warmteoverdracht te weten door alle lagen heen. De warmtegeleidingscoëfficiënt is dan ook een essentiële parameter bij het ontwerpen, berekenen of toepassen van warmtestromen en de toepassingen waarin deze overdracht plaats heeft.

## Totale warmteoverdrachtscoëfficiënt
Vaak wordt warmte getransporteerd door een combinatie van geleiding en convectie, zoals bij een raam in een muur. In de lucht treedt convectie op, in het glas geleiding. Om de totale warmteoverdrachtscoëfficiënt te berekenen, moeten dan de individuele warmteoverdrachtscoëfficiënten bepaald worden. Bij stromende media (gas, vloeistof) kunnen die berekend en geschat worden aan de hand van dimensieloze getallen die de warmteoverdracht en het medium typeren, zoals het getal van Nusselt, het getal van Prandtl en het getal van Reynolds.